# 联想 Yoga 2 Pro
联想 IdeaPad Yoga 2 Pro是IdeaPad系列中的一款超极本，它即是一款平板电脑，也是一款笔记本电脑，也就是說联想 Yoga 2 Pro是一款二合一產品。联想在2013年的柏林国际广播展上首次推出Yoga 2 Pro。它于2013年10月在美国上市。它有两种颜色可供選擇，分別是银灰色和柑橘橙色。由于該產品具有铰链，所以它的屏幕可以旋转360度，而且屏幕是觸摸屏。Yoga 2 Pro預裝的操作系統是Windows 8。